# Claudius Galenus

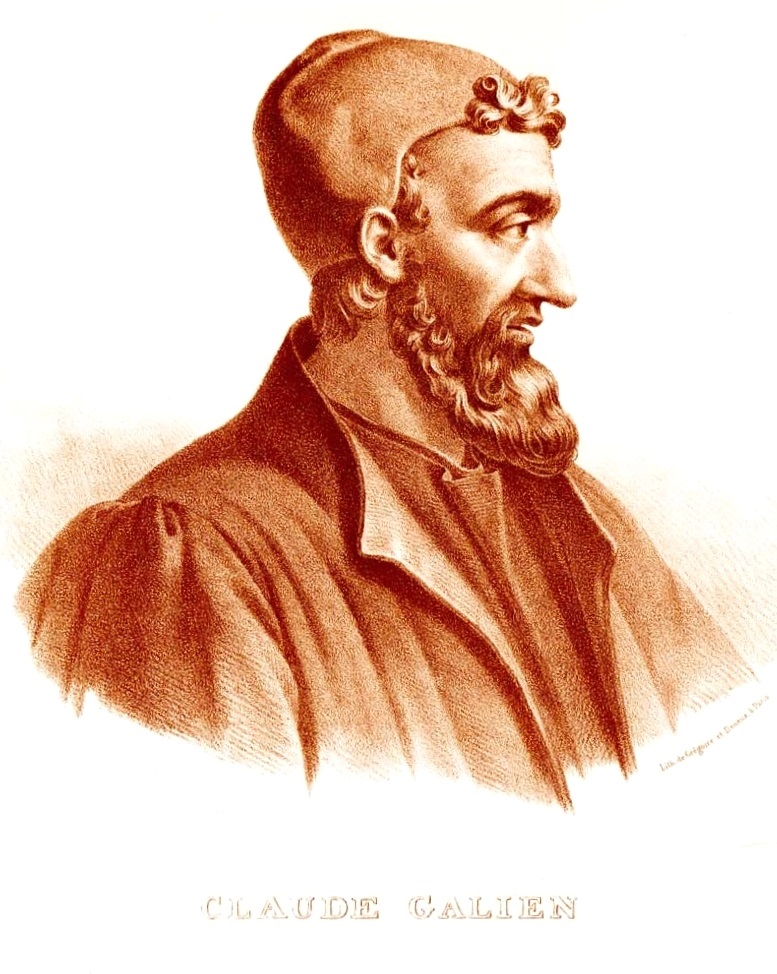
Claudius Galenus in een fantasieportret uit de 19e eeuw door Pierre Roch Vigneron

Claudius Galenus (Pergamon, 129 – 199) was een Grieks/Romeinse arts die in de geschiedenis van de westerse geneeskunde een belangrijke plaats inneemt. Zijn geneeskundig systeem heeft de medische wetenschap bijna 1500 jaar lang gedomineerd.
Galenus werd geboren als zoon van een welgestelde architect in Pergamon, waar een bekend Asclepius-heiligdom stond. Deze stad heet tegenwoordig Bergama en ligt in het noordwesten van Turkije (vroeger Klein-Azië).
Op zeventienjarige leeftijd begon hij zijn medische studie in Pergamon. Vier jaar later vertrok hij naar in die tijd belangrijke medische centra als Smyrna, Korinthe en Alexandrië om zijn studie voort te zetten. Na een verblijf van ruim vijf jaar in Alexandrië keerde hij in 160 weer terug naar Pergamon. Daar werd hij aangesteld als arts van de gladiatoren die in het amfitheater van de stad vochten. In 164 vertrok Galenus naar Rome. Daar zou hij uiteindelijk uitgroeien tot een zeer succesvol arts. Zelfs de Romeinse keizers Marcus Aurelius, Commodus en Septimius Severus maakten gebruik van zijn diensten.

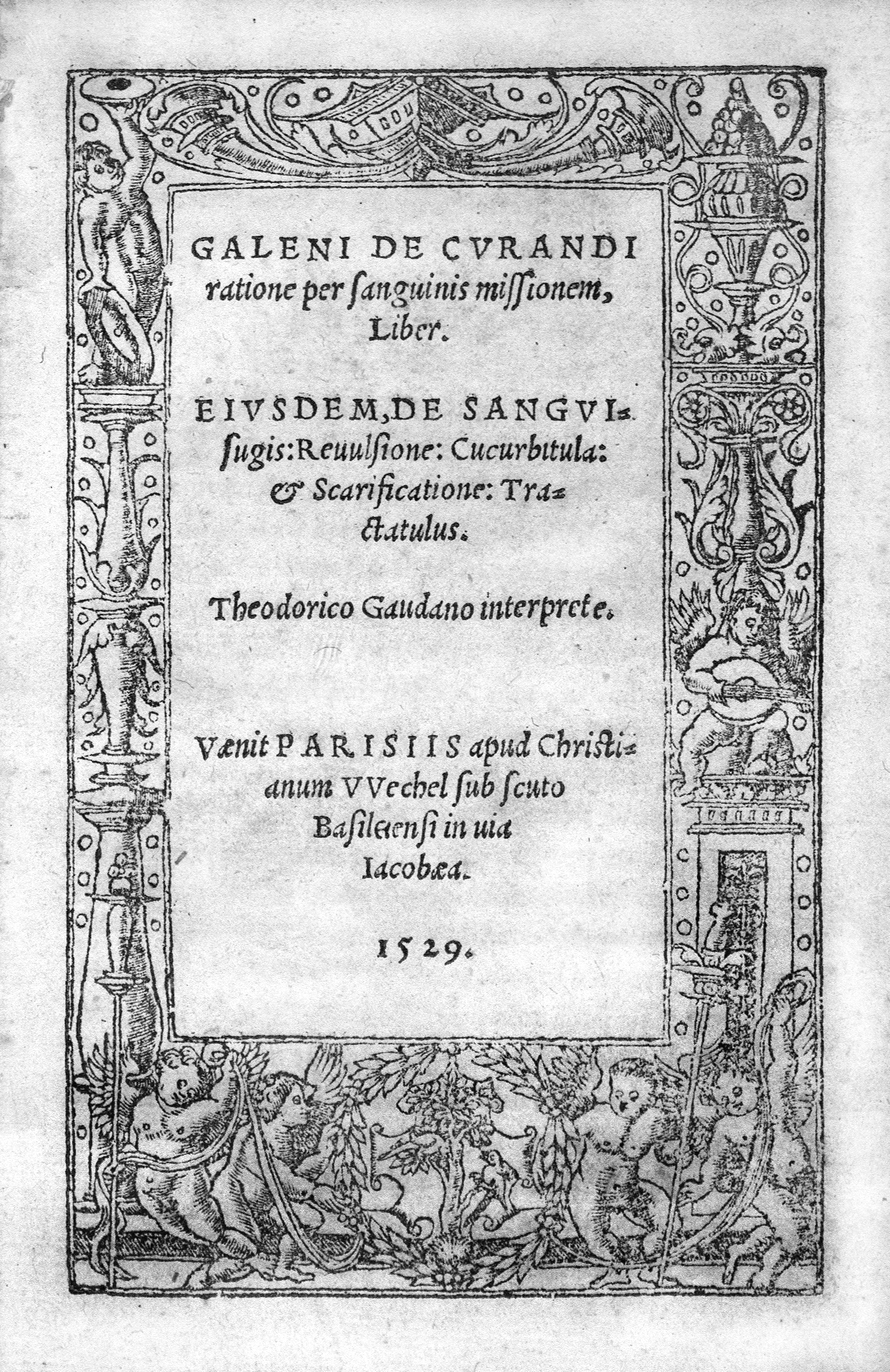
De curandi ratione

Centraal in het denken van Galenus stond het gedachtegoed van Hippocrates' theorie dat het menselijk lichaam gevuld is met vier lichaamssappen of humores, te weten slijm, bloed, gele gal en zwarte gal, en dat elk sap een bepaald temperament vertegenwoordigt. Onbalans in hoeveelheden van een of meer van deze sappen zou ziekte en andere stoornissen veroorzaken. Zo'n gebrek aan evenwicht werd behandeld door middel van een dieet. Nieuw was dat Galenus deze sappen koppelde aan vier grondkwaliteiten: warm, koud, vochtig en droog:
- Slijm: koud en vochtig
- Bloed: warm en vochtig
- Gele gal: warm en droog
- Zwarte gal: koud en droog

Galenus geloofde ook in de theorie van de drievoudige bloedcirculatie.
Galenus hechtte veel waarde aan de waarneming en deed daarom ook aan experimenten op dieren. Zo toonde hij bijvoorbeeld aan dat urine niet in de blaas, maar in de nieren werd gevormd. Verder verrichtte hij vele experimenten onder andere op het gebied van ademhaling en zenuwfunctie. Galenus verzamelde en bereidde zijn kruiden zelf.
Galenus schreef gedurende zijn leven om en nabij de 500 boeken, (ongeveer 20.000 bladzijden), waarvan er meer dan honderd bekend zijn. Een deel had niet-medische onderwerpen, zoals filosofie, taalkunde, grammatica en retorica. Zijn werken waren ook in het Midden-Oosten toonaangevend, waar de negende-eeuwse Grieks-Arabische wetenschapper Hunayn ibn Ishaq er een lijst van maakte. Tijdens de renaissance werden zijn werken vertaald in het Latijn, onder meer door Andreas Vesalius, (Andries van Wesele). De Perzische geneesheer Avicenna, in de islamitische wereld bekend als Ibn Sina, die als gelovig moslim het menselijk lichaam niet mocht ontleden, integreerde Galenus' geschriften over ontleedkunde in zijn visie op de geneeskunst.
Galenus bleef bijna vijftien eeuwen lang de hoogste medische autoriteit, totdat de renaissance-geleerden Vesalius en William Harvey een ander paradigma formuleerden.